# Bayerische C VI
| Bayerische C VI und G 3/4 N DR-Baureihen 5413 und 5414 ČSD 334.6 PKP Ti101 L'État Belge | Bayerische C VI und G 3/4 N DR-Baureihen 5413 und 5414 ČSD 334.6 PKP Ti101 L'État Belge | Bayerische C VI und G 3/4 N DR-Baureihen 5413 und 5414 ČSD 334.6 PKP Ti101 L'État Belge |
| --- | --------------------------------------------------------------------------------------- | --------------------------------------------------------------------------------------- |
| Bayerische C VI Nr. 1666 (54 1428 der Deutschen Reichsbahn) als Aushilfsbespannung im Personenzugdienst, München Hauptbahnhof 1919 „bayerische C VI“ mit Staatsbahn Nr. 1627. Aufgenommen am 10. Januar 1917 in Montmedy, Frankreich |                                                                                         |                                                                                         |
| | C VI                                                                                    | G 3/4 N                                                                                 |
| Nummerierung: | 1551–1633 nach 1918: DR 54 1301–1364 PKP Ti101-1 bis 7 Etat Belge 7379…7391 ČSD 334.601 | 1634–1670 nach 1918: DR 54 1401–1432 PKP Ti101-8 bis 9 Etat Belge 7372…7393 ČSD 334.602 |
| Anzahl: | 83                                                                                      | 37                                                                                      |
| Hersteller: | Krauss, Maffei                                                                          | Krauss                                                                                  |
| Baujahr(e): | 1899–1905                                                                               | 1907–1909                                                                               |
| Ausmusterung: | bis 1935                                                                                | bis 1934                                                                                |
| Bauart: | 1'C n2v                                                                                 | 1'C n2v                                                                                 |
| Spurweite: | 1435 mm                                                                                 | 1435 mm                                                                                 |
| Länge über Puffer: | 17435 mm                                                                                | 17457 mm                                                                                |
| Radstand mit Tender: | 14570 mm                                                                                | 14570 mm                                                                                |
| Dienstmasse: | 55,2 t                                                                                  | 55,8 t                                                                                  |
| Reibungsmasse: | 42,6 t                                                                                  | 43,2 t                                                                                  |
| Radsatzfahrmasse: | 14,2 t                                                                                  | 14,4 t                                                                                  |
| Höchstgeschwindigkeit: | 60 km/h                                                                                 | 60 km/h                                                                                 |
| Treibraddurchmesser: | 1340 mm                                                                                 | 1340 mm                                                                                 |
| Laufraddurchmesser (vorn): | 1006 mm                                                                                 | 1006 mm                                                                                 |
| Steuerungsart: | Heusinger, außen                                                                        | Heusinger, außen                                                                        |
| Zylinderanzahl: | 2                                                                                       | 2                                                                                       |
| Zylinderdurchmesser: | 500/740 mm                                                                              | 500/740 mm                                                                              |
| Kolbenhub: | 630 mm                                                                                  | 630 mm                                                                                  |
| Kesselüberdruck: | 13 kg/cm² = 12,75 bar                                                                   | 13 kg/cm² = 12,75 bar                                                                   |
| Rostfläche: | 2,25 m²                                                                                 | 2,25 m²                                                                                 |
| Verdampfungsheizfläche: | 133,2 m²                                                                                | 133,2 m²                                                                                |
| Tender: | bay 2'2' T 18                                                                           | bay 2'2' T 18                                                                           |
| Dienstmasse des Tenders: | 45,3 t                                                                                  | 45,3 t                                                                                  |
| Wasservorrat: | 18,0 m³                                                                                 | 18,0 m³                                                                                 |
| Brennstoffvorrat: | 6,5 t Kohle                                                                             | 6,5 t Kohle                                                                             |

Die Dampflokomotiven der Gattung C VI wurden zwischen 1899 und 1905 für die Königlich Bayerische Staatsbahn für den Güterzugdienst auf Flachlandstrecken gebaut.

## Geschichte
Die Maschinen waren den zwei Jahre später erstmals in Dienst gestellten preußischen Gattung G 5.4 sehr ähnlich, hatten aber einen höheren Kesselüberdruck und bessere Laufeigenschaften. Insgesamt beschaffte die Bayerische Staatsbahn 83 Exemplare dieses Typs. 37 weitere, geringfügig modifizierte Maschinen wurden zwischen 1907 und 1909 als G 3/4 N in Dienst gestellt. Die Deutsche Reichsbahn übernahm 64 Lokomotiven der Gattung C VI und 32 Lokomotiven der Gattung G 3/4 N. Diese erhielten die Betriebsnummern 54 1301–1364 und 54 1401–1432. Die Fahrzeuge der Baureihe 5413 waren bis 1931, die der Baureihe 5414 bis 1935 im Einsatz. Die Lokomotiven der Gattungen C VI und G 3/4 N waren mit einem Schlepptender der Bauart bay 2'2' T 18 gekuppelt.